# Louis Emmanuel Rey

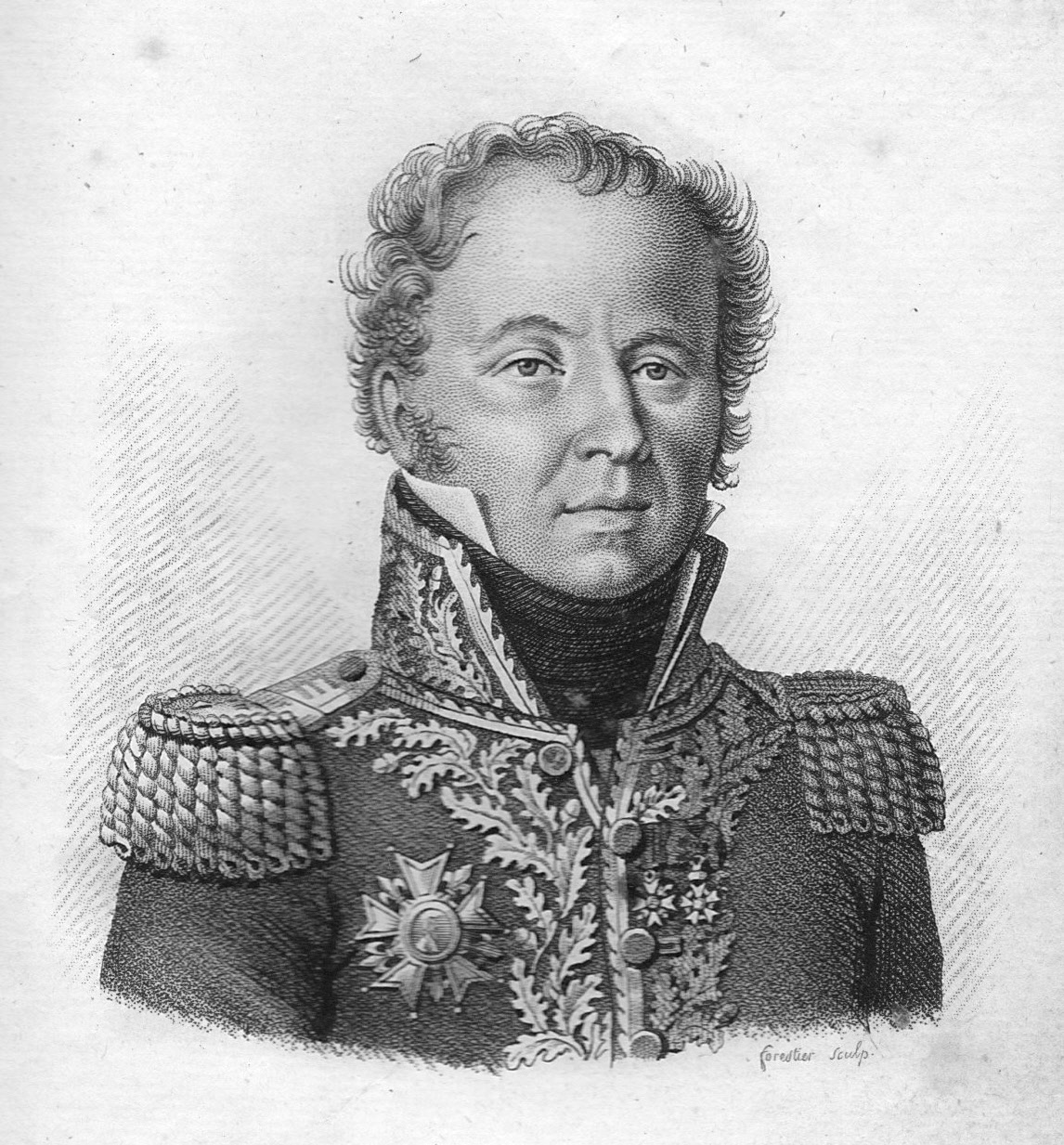
Louis Emmanuel Rey 1818

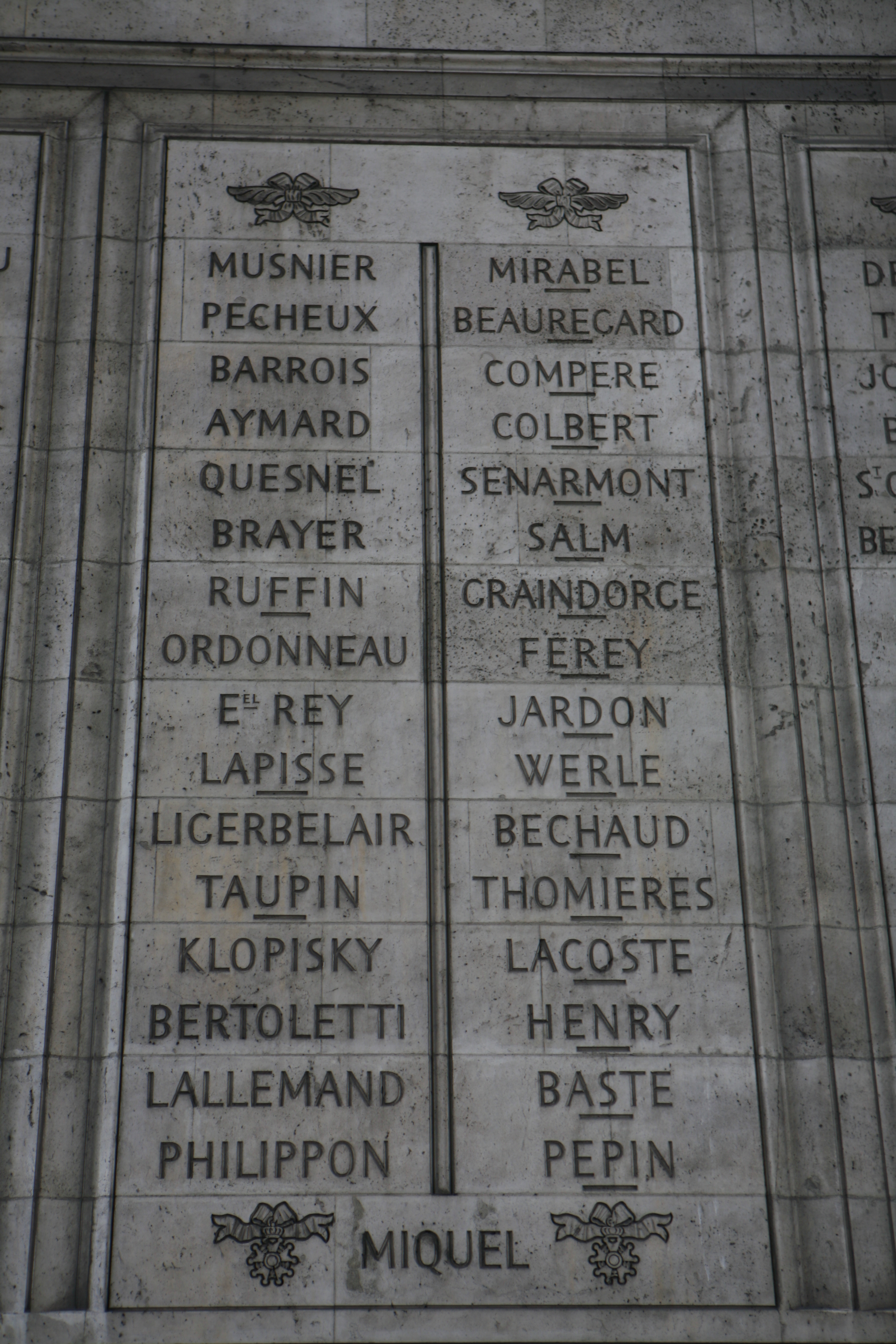
Eingravierte Namen auf dem Arc de Triomphe de l'Étoile

Louis Emmanuel Rey (* 22. September 1768 in Grenoble; † 18. Juni 1846 in Paris) war ein französischer Général de division.

## Leben
Rey trat im Alter von 16 Jahren in das 75e régiment d’infanterie ein. 1791 wurde er im gleichen Regiment dienend zum Sergent-major und 1792 zum Lieutenant befördert. Er nahm am Feldzug nach Italien teil, in dem er sich so auszeichnen
konnte, dass ihn Napoléon Bonaparte im an IV in das Armeekommando berief und ihn zum Général de brigade beförderte.
Er kommandierte das Feldlager bei Lyon und organisierte die Aufstellung der Halbbrigaden, die für die Bekämpfung der Aufstände in der Vendée und für Italien bestimmt waren.
Während des Ersten Kaiserreichs  nahm er an den Feldzügen nach Österreich, Preußen und Polen teil. Im Jahre 1808 wurde er als Chef des Stabes (Chef d’état-major) zum 7e corps nach Spanien versetzt. Er verdiente sich Lorbeeren bei der Belagerung von Barcelona und der Belagerung von Saragossa, musste jedoch 1813 eine Niederlage bei der Belagerung der von ihm verteidigten Stadt San Sebastián → Belagerung von San Sebastián hinnehmen. Nichtsdestoweniger wurde diese Aktion nicht nur von den Franzosen, sondern sogar von den Engländern und Spaniern bewundert. Der Kaiser war von der Leistung des Général Rey so beeindruckt, dass er ihm 1815 zum Gouverneur der Festung Valenciennes machte. Eine Stadt, von dem man wusste, dass sich die vereinten Bemühungen der Alliierten darauf richten würden. Es war seiner Widerstandskraft, seinem gezeigten Kampfgeist und seiner Erfahrung zu verdanken, dass er mit den schwachen Mitteln die ihm zur Verfügung standen, die hartnäckigen Angriffe der Koalitionstruppen so lange abwehren konnte. Dieser hartnäckige Widerstand führte dazu, dass die Stadt bei Frankreich bleiben konnte. Nachdem er seinem Land diesen großen Dienst erwiesen hatte, nahm er seinen Abschied und zog sich auf seine Ländereien zurück.

## Ehrungen
- Der Name von Rey findet sich als Eel REY neben 660 anderen Personen in der 37. Kolonne auf dem Ostpfeiler.
- Rey war Baron des Empire und Großoffizier der Ehrenlegion